# Nome do México

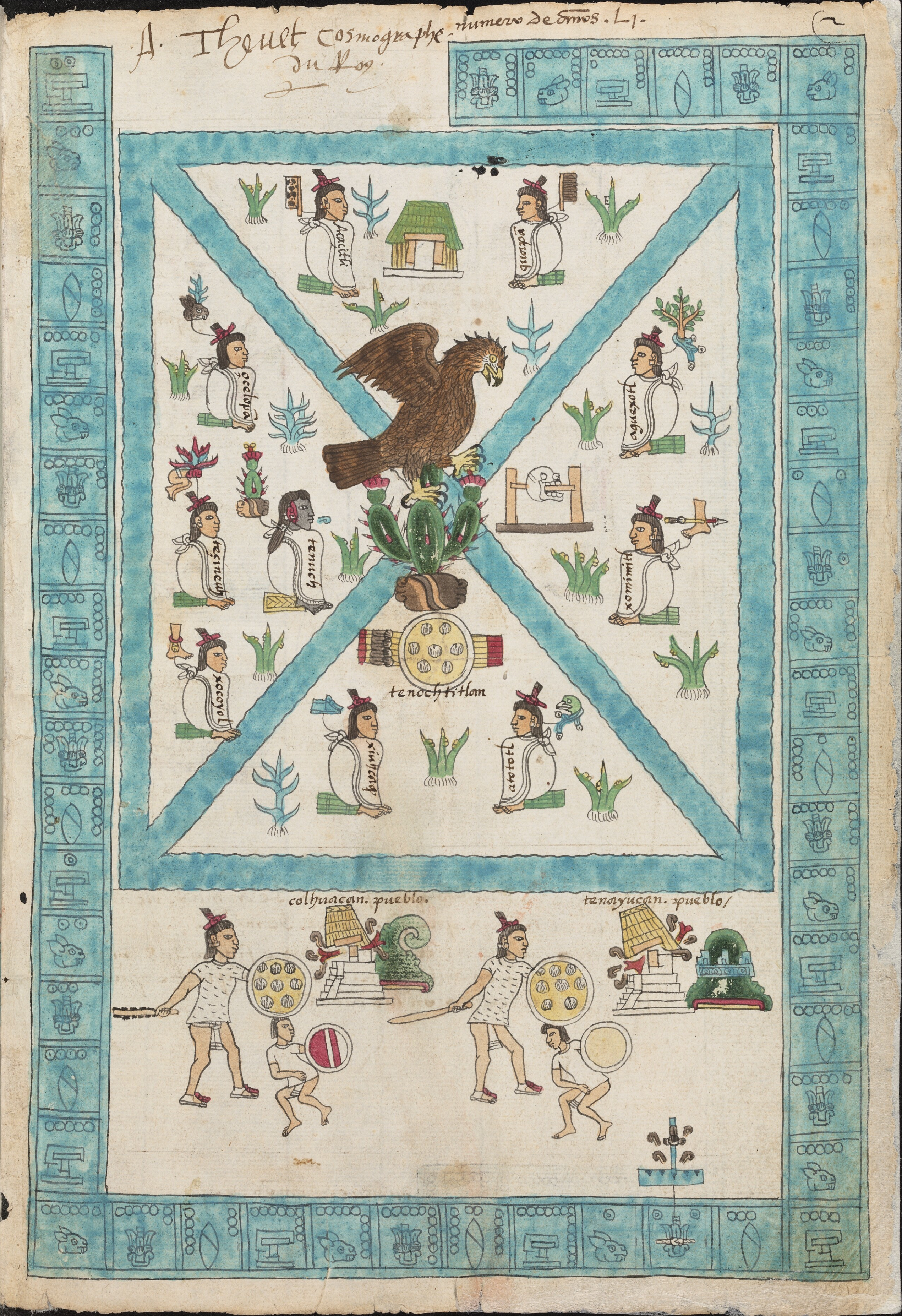
Imagem do México-Tenochtitlan do Codex Mendoza

A origem do nome "México" possui várias hipóteses que envolvem sua origem, sua história e seu uso, que remonta ao século XIV na Mesoamérica.  A palavra náuatle México significa lugar dos mexicas, mas o etnônimo Mexicatl em si é de etimologia desconhecida.  Uma possibilidade alternativa é que o nome venha da palavra mexixin, um agrião que cresceu nos pântanos do Lago Texcoco. Era uma grama comestível da qual os astecas ou os Mexica sobreviviam no período em que se estabeleceram onde hoje se encontra a Cidade do México.
O país México não nomeou sua capital depois de si, como na Cidade do México - o nome aceito internacionalmente -, mas o contrário realmente se aplica.  Antes da época espanhola, a capital era formalmente chamada Tenochtitlan, mas era a sede do Império Mexica, que é conhecido como o Império Asteca .
Já em 1590, o Teatrum Orbis Terrarum demonstrava que a parte norte do Novo Mundo era conhecida como "America Mexicana" quando a Cidade do México era sede do vice-reinado da Nova Espanha. Por isso, o México costumava ser erroneamente chamado pelo nome de Nova Espanha, quando na realidade esse nome se referia às terras que cobriam parte da América do Norte, incluindo o Caribe e as Filipinas. Uma vez que a Nova Espanha não era na verdade um estado ou parte contígua de terra, nos tempos modernos isso equivaleria a uma jurisidição sob o comando das autoridades situadas na moderna Cidade do México. Sob o controle dos espanhois, o nome México se referia tanto ao nome da capital quanto a sua área de influência, a qual hoje existe como Grande Cidade do México (Região Metropolitana do Vale do México) e Estado do México. Algumas partes das regiões de Puebla, Morelos e Hidalgo eram também parte do domínio espanhol.
Em 1821, a parte continental da Nova Espanha separou-se da Espanha durante o Trienio Liberal , no qual Agustín de Iturbide marchou triunfalmente com seu Exército das Três Garantias (religião, independência e unidade).  Isto foi seguido pelo nascimento do curto Império do Primeiro México que usava o nome "México" de acordo com a convenção usada anteriormente pelo Império Romano (em latim: Imperium Romanum    e o Sacro Império Romano , pelo qual a capital dá origem ao nome do Império.  Este foi o primeiro uso registrado do "México" como título de país.
Depois que o Império caiu e a República foi estabelecida em 1824, uma forma de nome da Federação foi adotada; que era, na maior parte das vezes, mais de jure que de facto .  O nome mexicano permaneceu, levando à formação da República Mexicana que formalmente é conhecida como Estados Unidos Mexicanos.
Complicações surgiram com o antigo nome coloquial e semi-oficial da capital "Cidade do México, Distrito Federal (México, DF)", que aparece nos endereços postais e é frequentemente citado na mídia, criando assim uma duplicação enquanto o nome encurtado era "México", DF, México ".  Legalmente, o nome era Distrito Federal (Distrito Federal ou Distrito da Federação).  Isso terminou com a mudança do status da Cidade do México para uma outra entidade federativa, semelhante, porém, não exatamente igual aos demais estados do país em 2016.  Hoje é oficialmente chamado de "Ciudad de México, México" abreviado CDMX, México.
O nome oficial do país é "Estados Unidos Mexicanos" ( em castelhano:  Estados Unidos Mexicanos    ), uma vez que é uma federação de trinta e dois estados .  O nome oficial foi usado pela primeira vez na Constituição de 1824 e foi mantido nas constituições de 1857 e 1917 .  Informalmente, México é citado como "República Mexicana".  Em 22 de novembro de 2012, o ex-presidente mexicano Felipe Calderón propôs mudar o nome oficial do país para México .

## Nomes do país

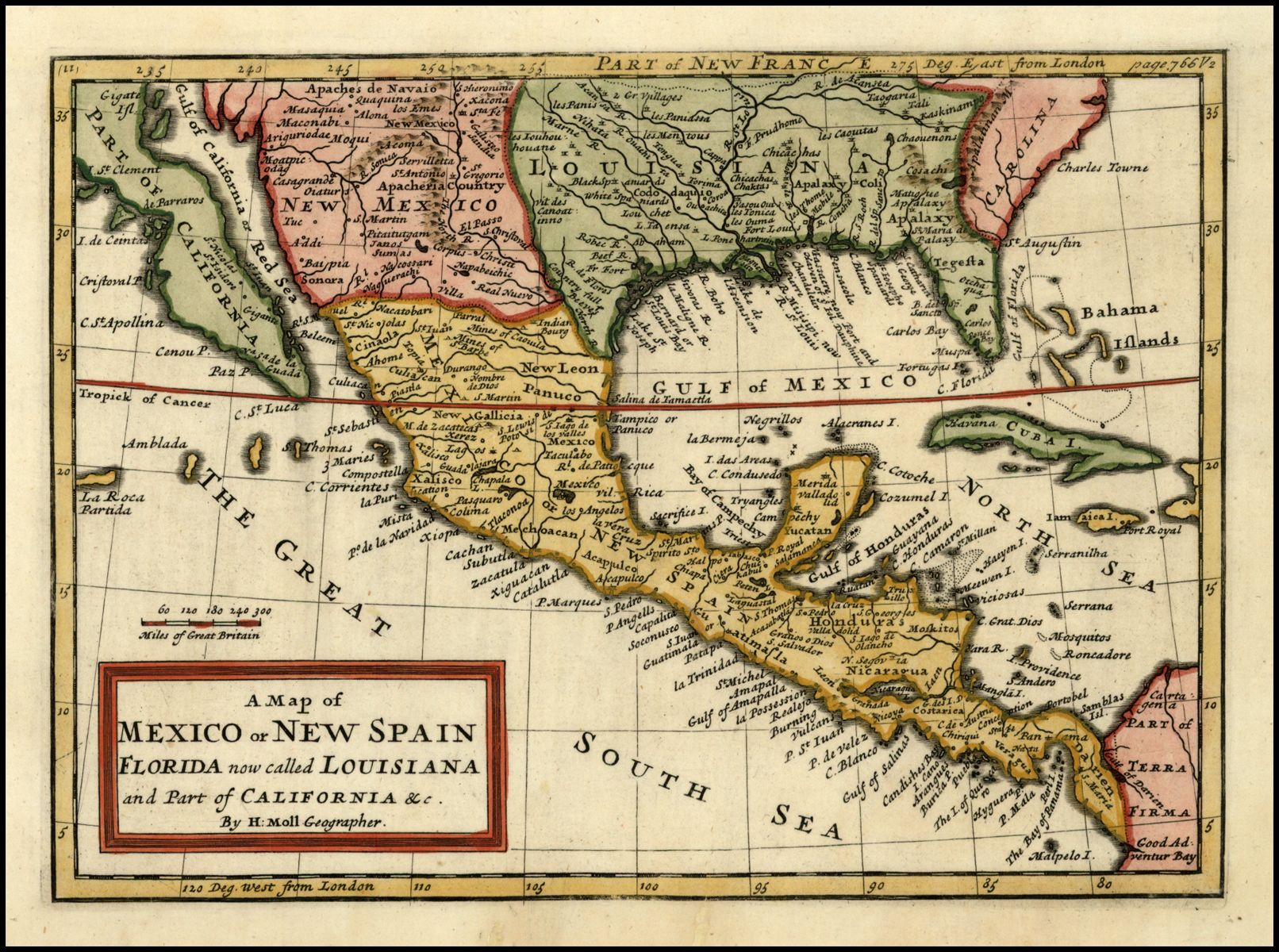
Antigo mapa da Nova Espanha, também chamado de México, 1708

Anahuac (que significa terra cercada por água) foi o nome em náuatle dado ao que é hoje o México durante os tempos pré-hispânicos .  Quando os espanhóis conquistadores realizaram o cerco de Tenochtitlan em 1521, a cidade foi quase completamente destruída.  Foi reconstruída durante os três anos seguintes, após o que foi designado como município e capital dos vice-reis da Nova Espanha .  Em 1524, o município da Cidade do México foi estabelecido, conhecido como México Tenustitlan , e a partir de 1585 tornou-se oficialmente conhecido simplesmente como Cidade do México .  O nome México foi usado apenas para se referir à cidade e, posteriormente, a uma província da Nova Espanha.  Não foi até a independência dos vice-reis da Nova Espanha que "México" se tornou o nome abreviado tradicional e convencional do país.
Durante a década de 1810, diferentes grupos insurgentes defenderam e lutaram pela independência do vice-reinado da Nova Espanha.  Este vasto território era composto de diferentes intendências e províncias, sucessoras dos reinos e capitanias gerais administradas pela capital vice-regia da Cidade do México.  Em 1813, os deputados do Congresso de Anahuac assinaram o documento Acta Solemnê da Declaração de Independência da América Setentrional (" Ato Solene da Declaração de Independência da América do Norte ").  Em 1814, o Congresso Supremo das forças revolucionárias que se reuniram em Apatzingán (no atual estado de Michoacán ) elaborou a primeira constituição , em 1814, na qual o nome América Mexicana ("América Mexicana") foi escolhido para o país.  O chefe das forças insurgentes, no entanto, foi derrotado pelas forças monarquistas e a Constituição nunca foi promulgada.
Servando Teresa de Mier , em um tratado escrito em 1820 em que ele discutiu as razões pelas quais a Nova Espanha era o único território ultramarino da Espanha que ainda não havia garantido sua independência, escolheu o termo Anáhuac para se referir ao país.  Este termo, em náuatle, foi usado pelos mexicas para se referir ao território que eles dominavam.  De acordo com alguns lingüistas, significa "próximo ou cercado por águas", provavelmente em referência ao Lago Texcoco , embora fosse também a palavra usada para se referir ao mundo ou ao universo terrestre (como quando usado na frase Cem Anáhuac , "a terra inteira") e em que sua capital, México-Tenochtitlan , estava no centro e ao mesmo tempo no centro das águas, sendo construída em uma ilha em um lago.

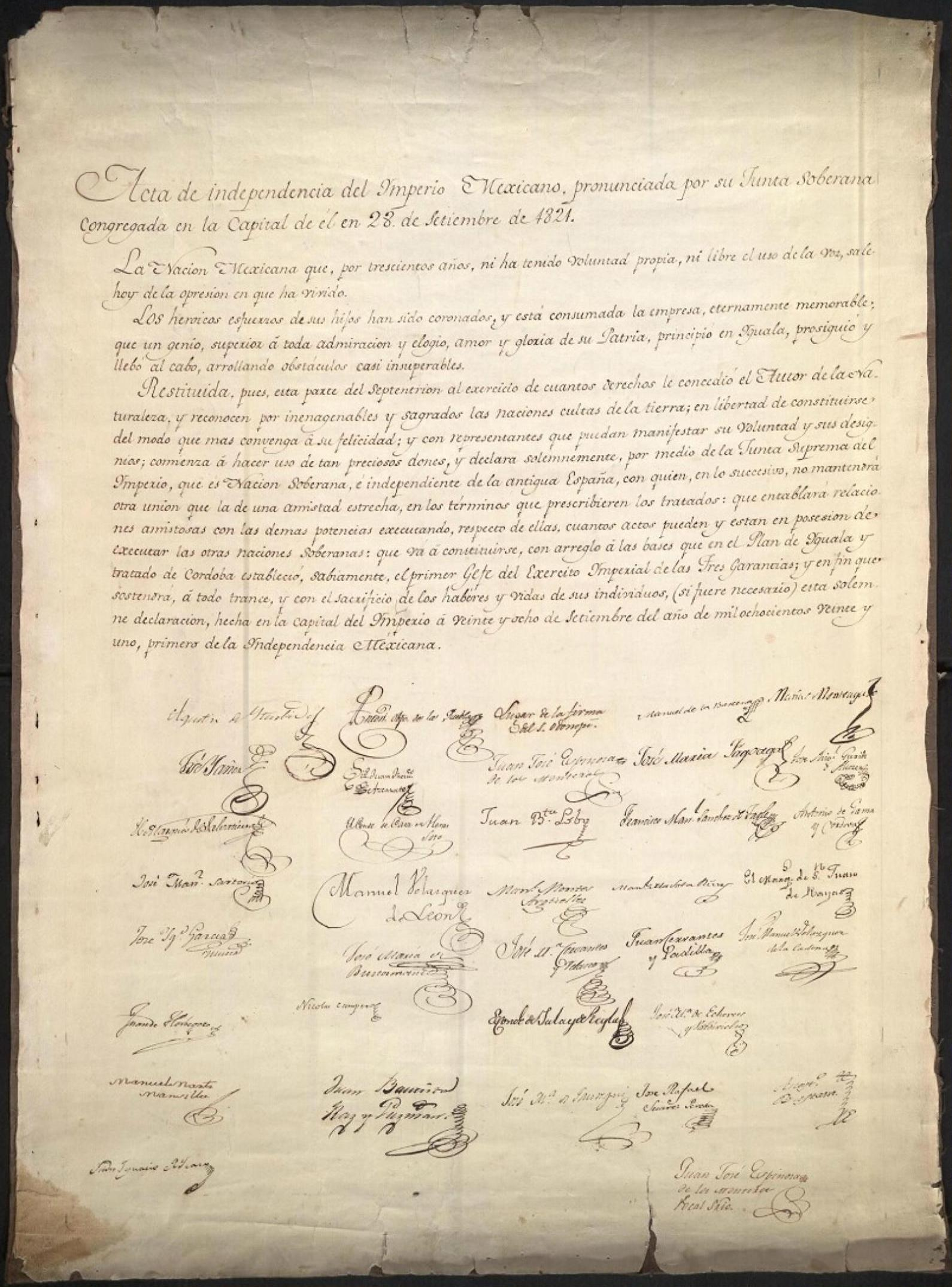
Declaração de Independência do Império Mexicano, 1821

Em setembro de 1821, a independência do México foi finalmente reconhecida pela Espanha, alcançada através de uma aliança de forças reais e revolucionárias.  A primeira tentou preservar o status quo da vice-realeza, ameaçada pelas reformas liberais que ocorrem na Espanha, através do estabelecimento de uma monarquia constitucional autônoma sob um herói da independência.  Agustín foi coroado e recebeu os títulos de "Agustin de Iturbide primeiro imperador constitucional do México pela Divina Providência e pelo Congresso da Nação".  O nome escolhido para o país foi "Império Mexicano" .  O império entrou em colapso em 1823, e as forças republicanas redigiram uma constituição no ano seguinte pelo qual uma forma federal de governo foi instituída.  Na constituição de 1824 , que deu origem à federação mexicana, Estados Unidos Mexicanos foram adotados como nome oficial do país.  A constituição de 1857 usou o termo República Mexicana de forma intercambiável com Estados Unidos Mexicanos ; a atual constituição, promulgada em 1917 , usa apenas a última  e Estados Unidos Mexicanos é a tradução normativa em inglês.  O nome "Império Mexicano" foi brevemente revivido de 1863 a 1867 pelo governo conservador que instituiu uma monarquia constitucional pela segunda vez sob Maximiliano de Habsburgo .
Em 22 de novembro de 2012, o presidente em exercício, Felipe Calderón, enviou ao Congresso mexicano uma legislação para mudar oficialmente o nome do país para o México.  Para entrar em vigor, o projeto teria de ser aprovado por ambas as câmaras do Congresso , bem como pela maioria das 31 legislaturas estaduais do México.  Chegando a apenas uma semana antes de Calderón entregar o poder ao então presidente eleito Enrique Peña Nieto , muitos dos críticos do presidente viram a proposta como nada além de um gesto simbólico.

## Etimologia
De acordo com uma lenda, a divindade da guerra e patrono dos mexicas Huitzilopochtli possuía Mexitl ou Mexi como um nome secreto.  O México, então, significa "Lugar de Mexi" ou "Terra do Deus da Guerra".
Outra hipótese  sugere que Mēxihco deriva de uma junção das palavras nahuatl para "lua" ( mētztli ) e umbigo ( xīctli ).  Este significado ("Lugar no Centro da Lua") pode então se referir à posição de Tenochtitlan no meio do Lago Texcoco .  O sistema de lagos interconectados, dos quais Texcoco formava o centro, tinha a forma de um coelho, que os mesoamericanos associavam de forma pareica à lua .
Ainda outra hipótese  oferece que é derivado de Mectli, a deusa de maguey .
Estas duas últimas sugestões são obsoletas pela lingüista Frances Karttunen, desde que a forma final "Mēxihco" difere no comprimento de vogal de ambos os elementos propostos.  A toponímia nahue é cheia de misticismo, no entanto, como foi apontado pelo missionário espanhol Bernardino de Sahagún .  Em sua interpretação mística, o México poderia significar "Centro do Mundo" e, de fato, era representado como tal em vários códices, como um lugar onde todas as correntes de água que atravessam o Anahuac ("mundo" ou "terra cercada por mares") convergem (veja imagem no códice de Mendoza ).  Assim, é possível que os outros significados (ou mesmo o "nome secreto" Mexi) fossem, então, pseudoetimologias populares.
Também tem havido sugestão de origem hebraica:
De acordo com uma carta escrita por um padre crioulo, Frei Servando Teresa de Mier, e traduzida por Jace Willard, muitos nomes náuatles (astecas) tinham raízes hebraicas: 
| " | Segundo Torquemada, "Os primeiros missionários, para escrever a língua asteca ... que chamamos de mexicana, estavam de acordo com os índios mais sábios criados na Escola de Santiago Tlatilolco (sic), e como sua pronúncia tem duas letras hebraicas , Sade e Scin, eles os substituem em sua escrita aproximando o primeiro com tz e o segundo com um x macio. Mas . . . a maioria dos conquistadores, sendo da Extremadura ou da Andaluzia, ou árabes em sua pronúncia, pronunciavam fortemente todos os x escritos pelos missionários. . . . Por causa disso os espanhóis disseram "México" (Mejico), embora os índios o declarassem invariavelmente "México" (Mescico) com a letra hebréia Scin. . " O México, com um x suave como os indianos, significa: "onde Cristo é adorado" e [assim o termo] "mexicanos" é o mesmo que "cristãos". . . . E Mexi, eu pergunto, significa o que? Como os índios pronunciaram, é uma palavra hebraica que significa, tomando-a do latim unctus, o que chamamos de "ungido", tomando-a do grego Chrestous, o que chamamos de "Cristo", e tirando-a do hebraico Mesci, o que chamamos de "Messias". | " |

## Evolução Fonética
A palavra nahuatl Mēxihco , pronunciada [meːˈʃiʔko] , foi transliterada como "México" usando a ortografia espanhola medieval, na qual o x representava a fricativa postalveolar surda [ʃ] , tal como em português, fazendo "México" pronunciado como [ˈmeʃiko] .  Na época, o espanhol j representava a fricativa postalveolar sonora [ʒ] , também como em português.  No entanto, no final do século XV, j também havia evoluído para um sibilante palato-alveolar sem voz, e assim tanto x quanto j representavam o mesmo som ( [ʃ] ).  Durante o século XVI, esse som evoluiu para uma fricativa velar sem voz ( [x] , como o ch no "loch" escocês), e o México começou a ser pronunciado [ˈmexiko] .

Mapa de Méjico 1847, mostrando as ortografias alternativas em desuso para o México, Texas e Oaxaca

Dado que x e j representaram o mesmo novo som ( /x/ ), e na falta de uma convenção de ortografia, muitas palavras que originalmente tinham o som /ʃ/ , começaram a ser escritas com j (por exemplo, não era incomum encontrar tanto Exército e ejército usado durante o mesmo período de tempo, apesar de que, devido à historicidade, a grafia correta teria sido Exército).  A Real Academia Española , instituição encarregada de regular a língua espanhola, foi criada em 1713, e seus membros concordaram em simplificar a ortografia e definir j para representar /x/ independentemente da grafia original da palavra, e x para representar /ks/ x /ks/ .  (A grafia pH foi submetido a uma remoção semelhante, na medida em que foi simplificada como f em que todas as palavras, por exemplo, tornou-se philosophía filosofía.  )
No entanto, houve ambivalência na aplicação desta regra nos topônimos mexicanos: México foi usado juntamente com Méjico, Texas e Tejas , Oaxaca e Oajaca , Xalixco e Jalisco , etc., bem como em nomes próprios e sobrenomes: Xavier e Javier , Ximénez e Jiménez , Roxas e Rojas são variantes de ortografia ainda usadas hoje.  Em qualquer caso, a ortografia Méjico para o nome do país é pouco usada no México ou no resto do mundo de língua espanhola hoje.  A própria Real Academia Espanhola recomenda a ortografia "México".
Na atual Espanha, o México é pronunciado [ˈmexiko] ou [ˈmehiko] , a última pronúncia usada principalmente em dialetos do sul do México, Caribe, grande parte da América Central, alguns lugares na América do Sul, e as Ilhas Canárias e a Andaluzia ocidental em Espanha onde [x] se tornou uma fricativa glótica surda ( [h] ), enquanto [ˈmeçiko] no Chile e costa peruana onde fricativa palatal sem voz [ç] é um alofone de [x] antes das vogais palatais [i], [e] .

## Ortografia normativa em espanhol
O México é a variante ortográfica espanhola predominante usada em toda a América Latina e universalmente usada no espanhol mexicano , enquanto o Méjico é pouco usado na Espanha e na Argentina .  Durante a década de 1990, a Real Academia Española recomendou que o México fosse a ortografia normativa da palavra e todos os seus derivados, mesmo que essa grafia não coincida com a pronúncia da palavra.  Desde então, a maioria das publicações adere à nova normativa em todos os países de língua espanhola, embora a variante fora de uso ainda possa ser encontrada.  A mesma regra se aplica a todos os topônimos espanhóis na América , e em algumas ocasiões na Península Ibérica , embora na maioria das línguas oficiais ou regionais da Espanha ( Asturiana , Leonese e Catalã ) e Português, o x ainda é pronunciado [ʃ] .